# Latyczów
Latyczów (ukr. Летичів, Łetycziw) – osiedle typu miejskiego w środkowej części Ukrainy, w obwodzie chmielnickim, w rejonie chmielnickim, siedziba hromady. 10 244 mieszkańców (2020).

## Historia
Miasto założono u ujścia rzeki Wowk do Bohu na tzw. Czarnym szlaku. Od XV w. do rozbiorów był miejscem, drugim w województwie po Kamieńcu Podolskim, w którym odbywały się szlacheckie sądy grodzkie i sądy ziemskie. Miasto królewskie lokowane w 1453 roku położone było w XVI wieku w województwie podolskim.
Pod koniec XVI w. w Latyczowie miał siedzibę Jan Potocki herbu Pilawa (1552–1611), który zbudował tu przed 1598 rokiem murowany zamek. W latach 1613–1638 przy zamku wzniesiono dla dominikanów jednonawowy kościół (z dwiema kaplicami) pw. Wniebowzięcia Najświętszej Maryi Panny. Podczas Powstania Chmielnickiego Kozacy zajęli i złupili miasto. Wg opisu z lustracji z 1658 roku „Starostwo z miastem teraz całe spustoszone i zdezelowane, a dlatego, że na samym szlaku zostawa, którym gościńcem każden nieprzyjaciel chodzi”. Z tego powodu miasto było wielokrotnie palone przez Tatarów. W czasie okupacji tureckiej klasztor dominikanów został zniszczony. W 1750 roku na miasto i klasztor napadli Hajdamacy. Do 1793 roku miasto powiatowe w województwie podolskim, po III rozbiorze Polski miasto powiatowe w guberni podolskiej.
Podczas okupacji hitlerowskiej, 22 września 1941 roku Niemcy utworzyli getto dla żydowskich mieszkańców. Przebywało w nim około 7500 osób. 30 stycznia 1943 roku Niemcy zlikwidowali getto, a Żydów zamordowali.

## Zabytki
- zamek - przed 1598 rokiem Jan Potocki zbudował w Latyczowie mury obronne i zamek
- Kościół Wniebowzięcia Najświętszej Marii Panny i klasztor Dominikanów – od 1606 roku w Latyczowie znajduje się słynny klasztor dominikański z cudownym obrazem Matki Boskiej Latyczowskiej. Obecnie istniejący kościół zbudowano w latach 1613–1638, a fasadę ozdobiono „lubelskim” szczytem[5]. W bryle kościoła można dostrzec świadome nawiązania do gotyckiej tradycji budowlanej w postaci ostrołukowych sklepień. W 1641 roku konwent dominikanów otrzymał nowicjat. Klasztor został zniszczony podczas okupacji tureckiej, ale w latach 1702–1724 został odbudowany w stylu barokowym[5]. Ze względu na wielką liczbę cudów i łask, jakich doznawali tutaj pielgrzymi, papież Pius VI w 1778 roku wydał dekret o koronacji obrazu. Po stłumieniu powstania listopadowego władze rosyjskie w 1832 roku zlikwidowały klasztor, a sanktuarium przejęli księża diecezjalni. W 1854 roku kościół został uszkodzony na skutek pożaru. W 1920 roku w obawie przed wojskami bolszewickimi wywieziono cudowny obraz i obecnie oryginał obrazu znajduje się w Lublinie w kaplicy Zgromadzenia Służek NMP[5]. W 2006 roku została wprowadzona kopia obrazu, która została poświęcona w Krakowie przez papieża Benedykta XVI. W 1935 roku klasztor był miejscem czystek stalinowskich, w jego katakumbach spoczywają tysiące zamordowanych. W czasie II wojny Niemcy „wyprostowali” drogę przez Latyczów (Lwów – Front Wschodni), prowadząc ją przez tereny ogrodów klasztornych i niszcząc zabytkowe mury klasztorne. Drogę tę budowali Żydzi, którzy po jej ukończeniu zostali zamordowani. Klasztor, w czasach Breżniewa, miał zostać wysadzony w powietrze. Nie doszło do tego, dzięki jednemu z ówczesnych pracowników „kijowskiej architektury”, pochodzący z Latyczowa, który wstawił się za jego pozostawieniem.

## Galeria

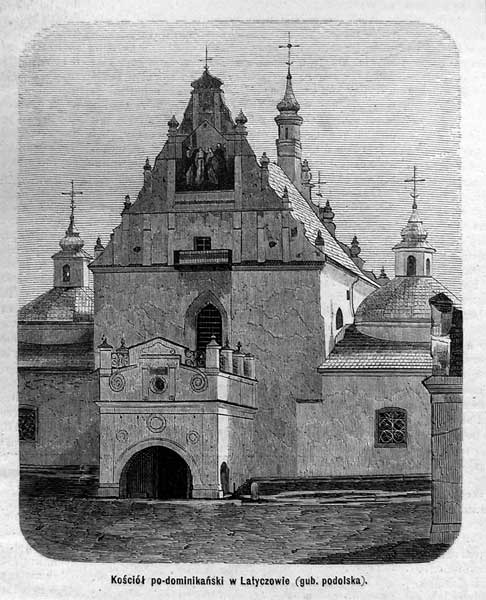
Kościół w XIX wieku
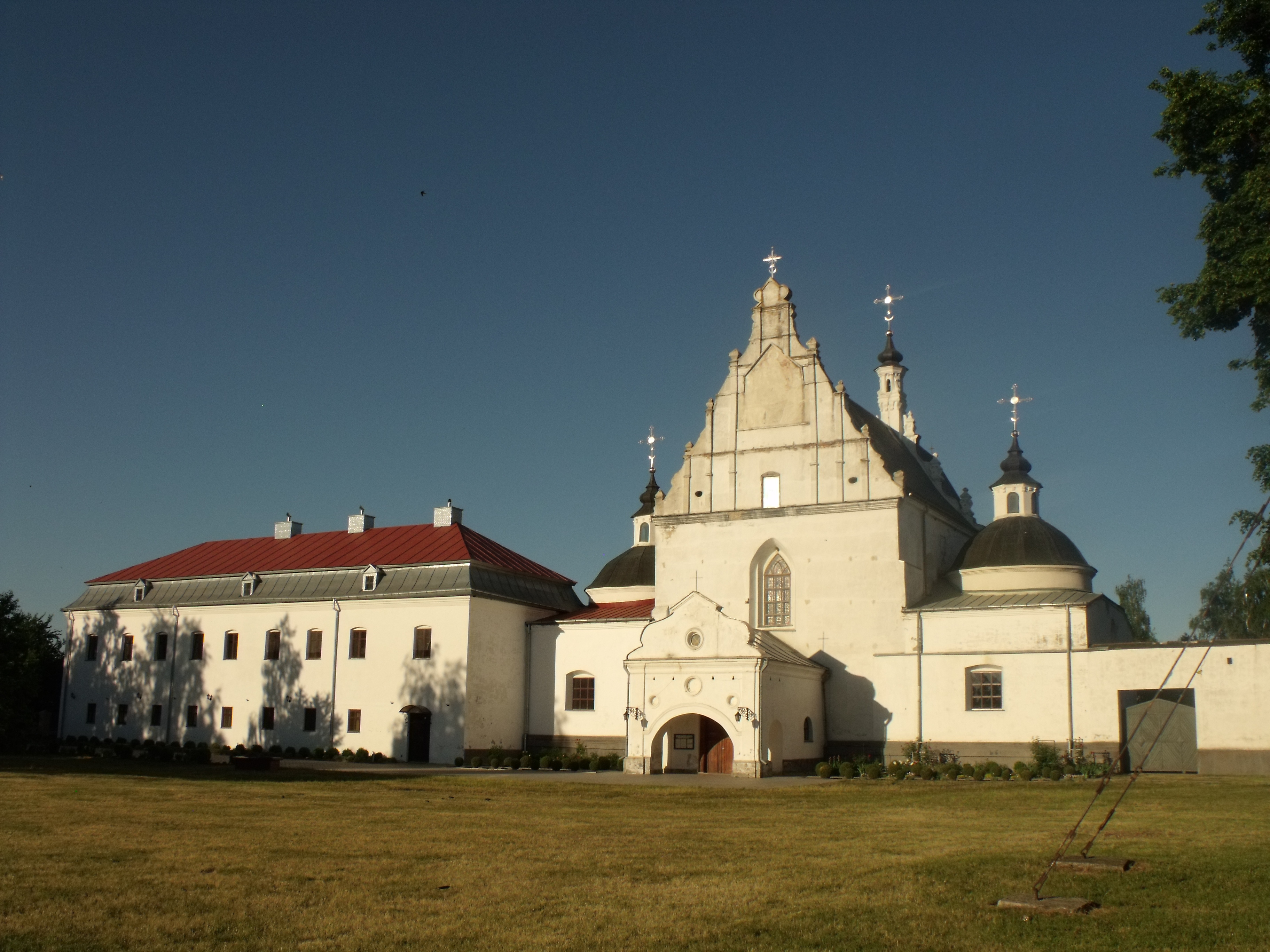
Kościół Dominikanów
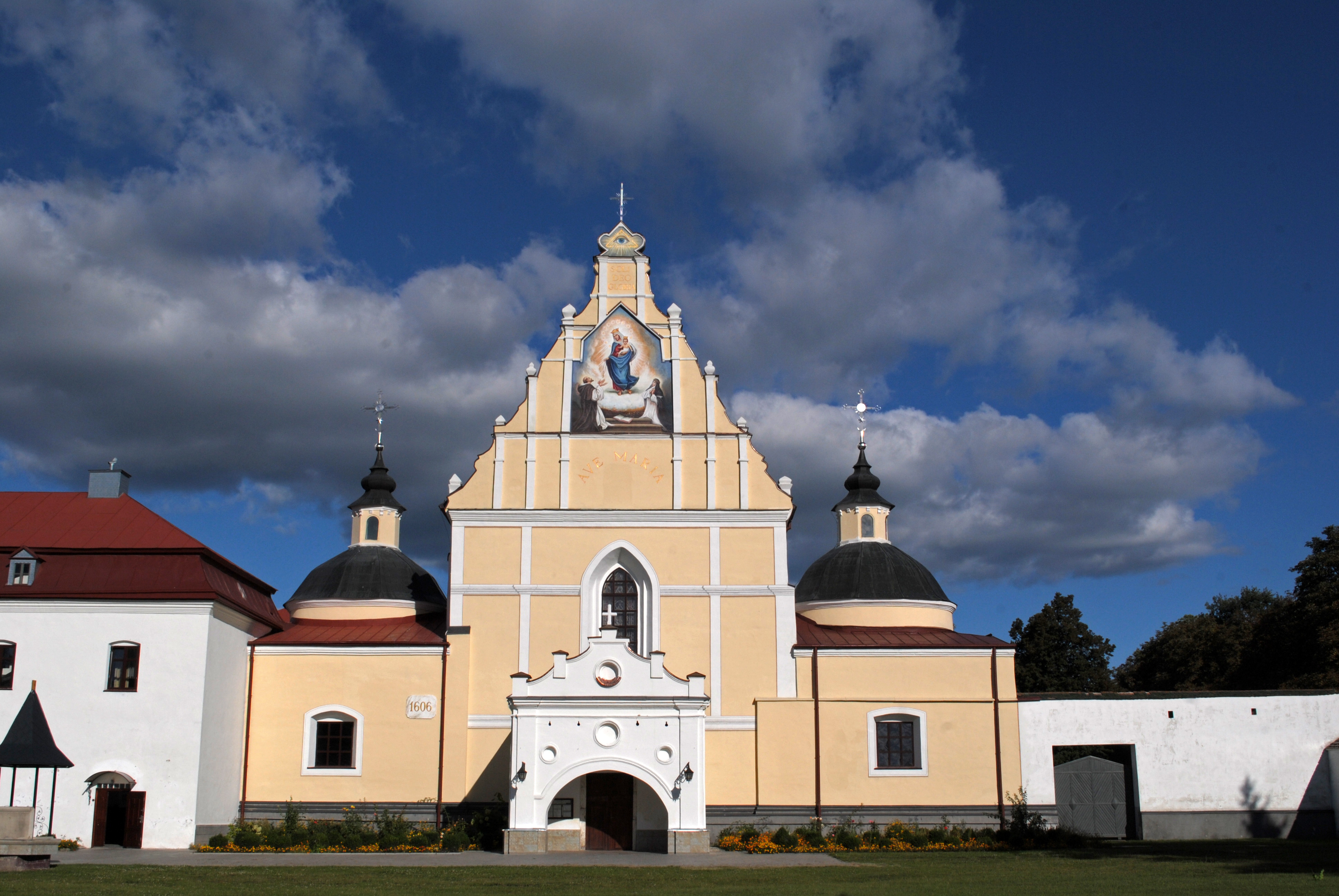
Kościół Dominikanów po remoncie
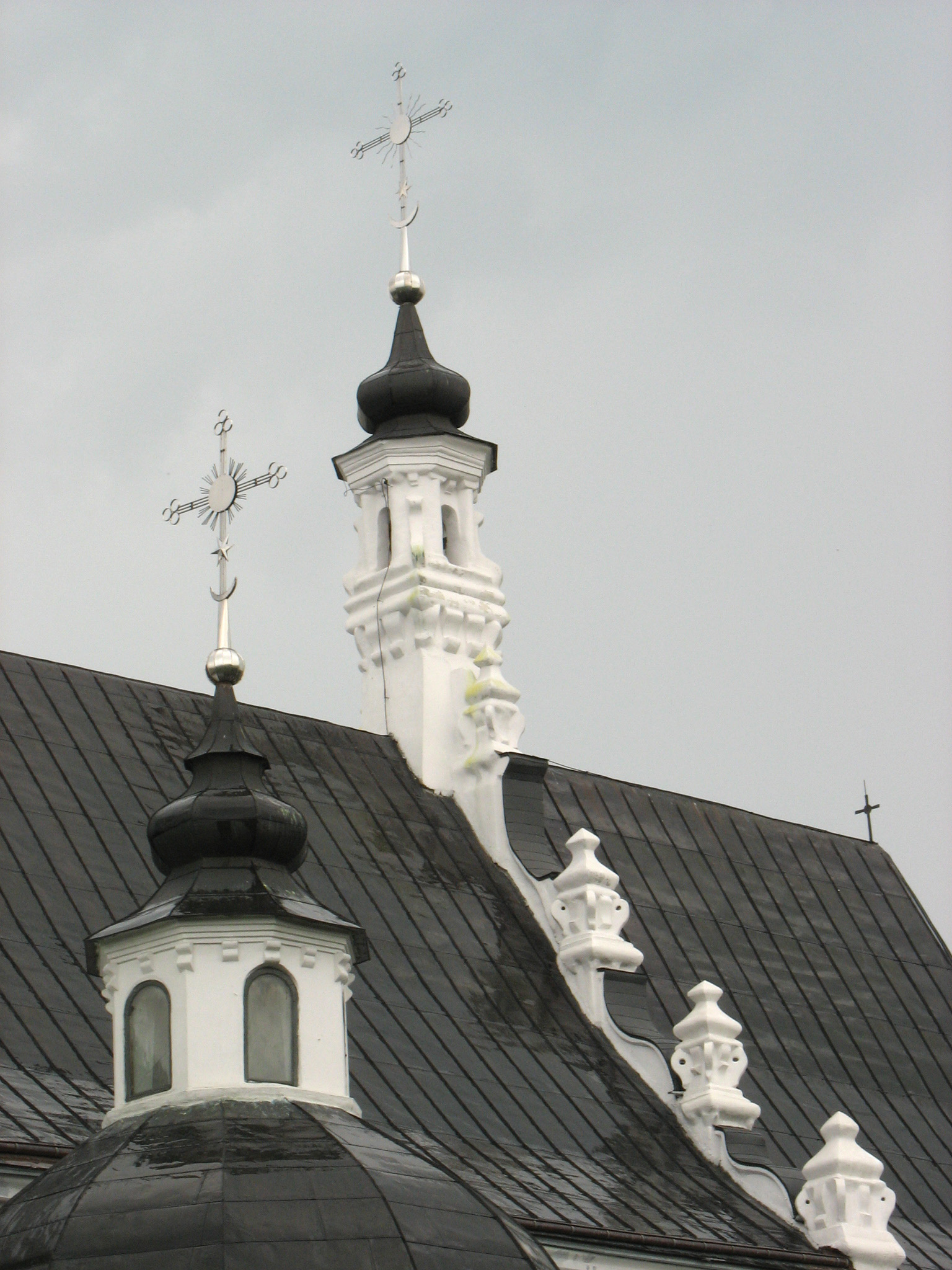
Dach kościoła z sygnaturką
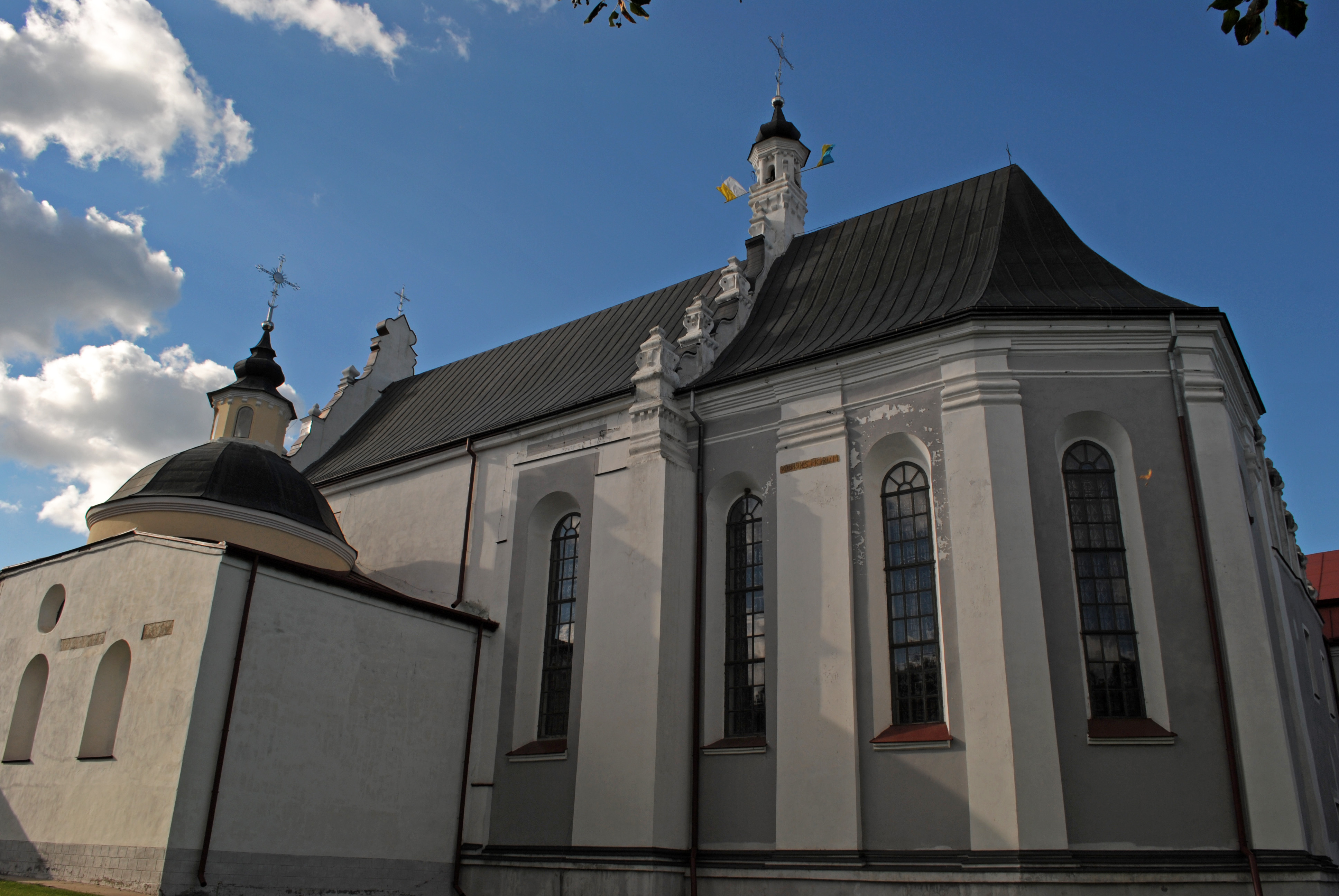
Kościół Dominikanów od strony prezbiterium
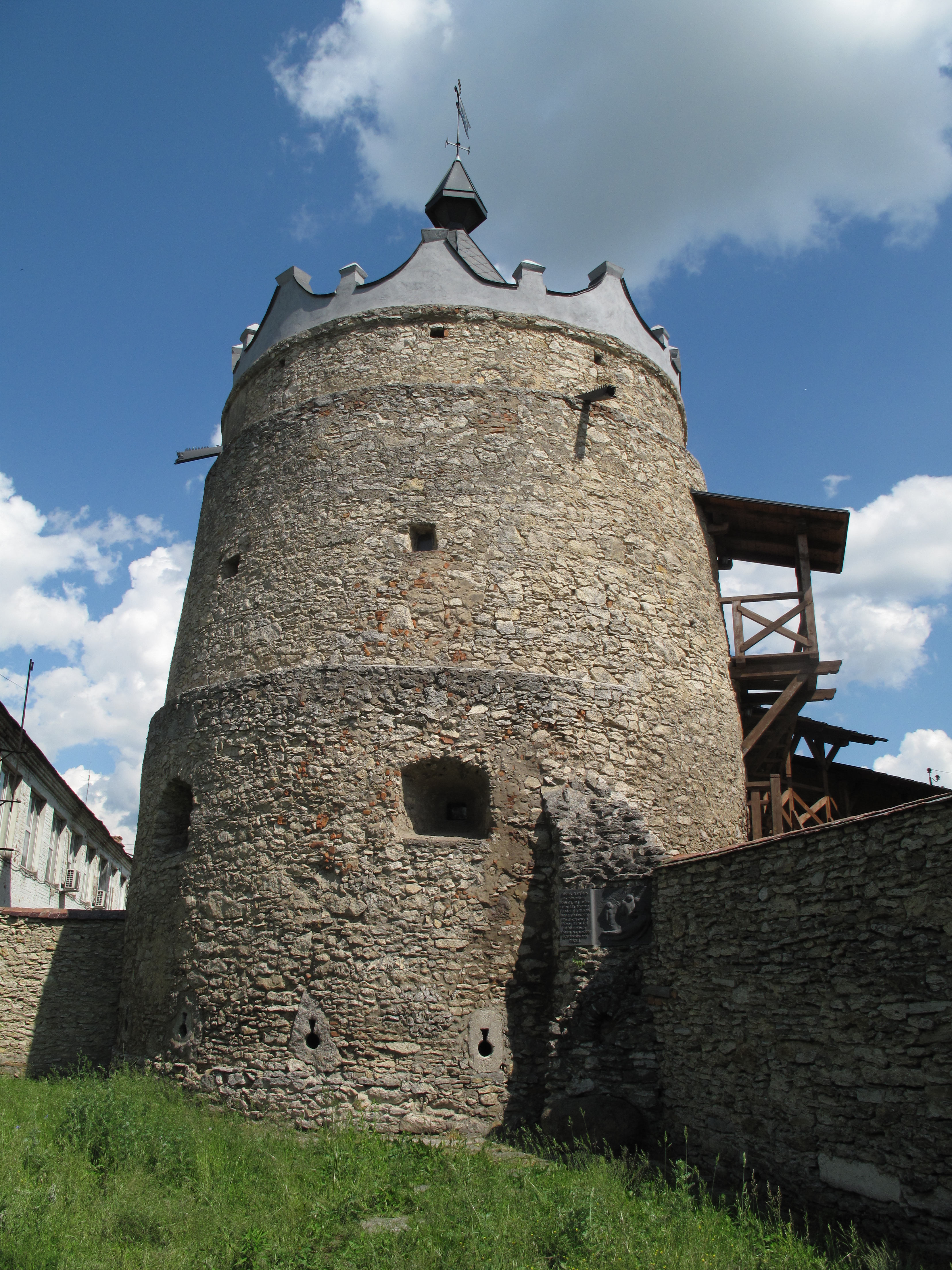
Wieża zamkowa
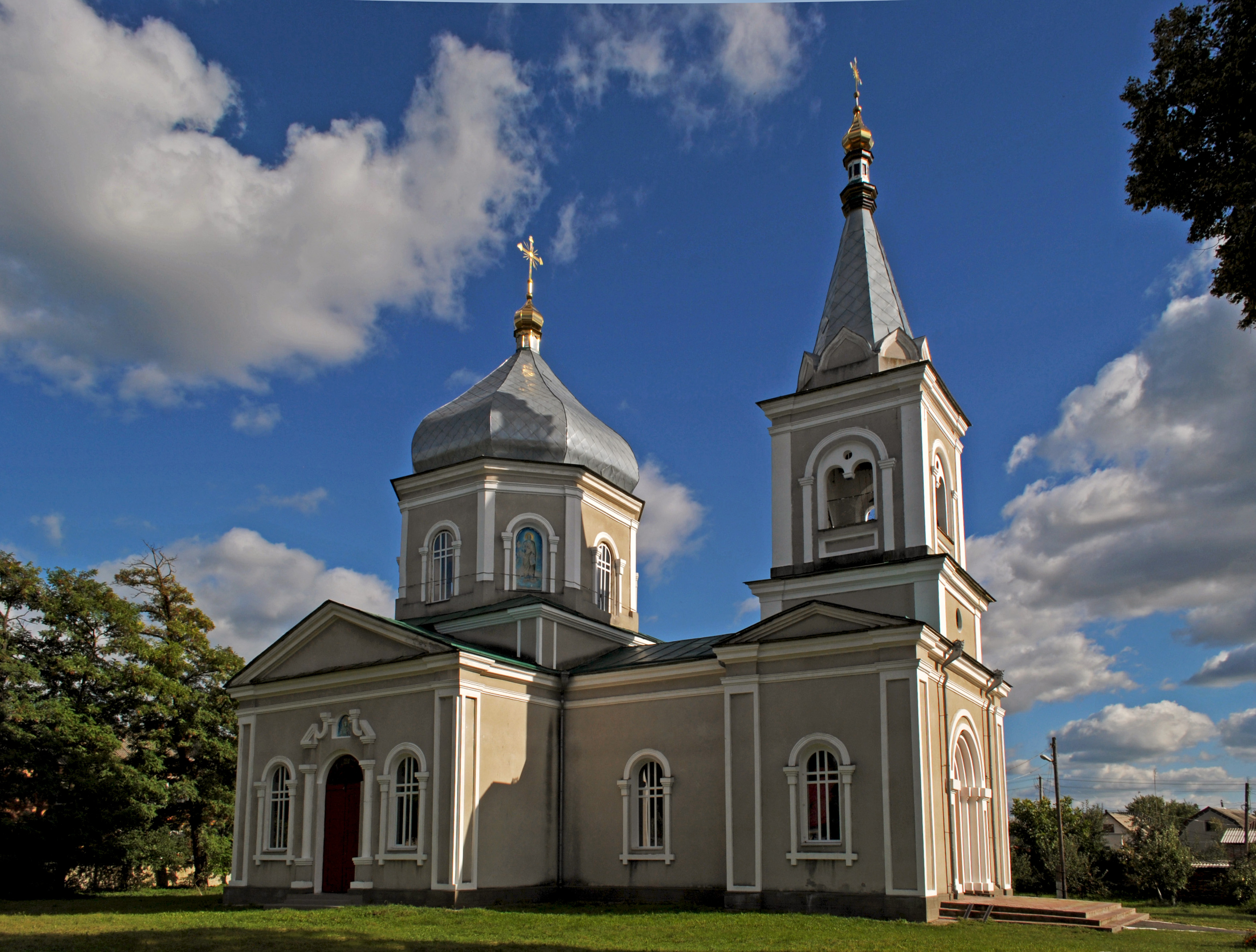
Cerkiew Uspienska (Zaśnięcia)
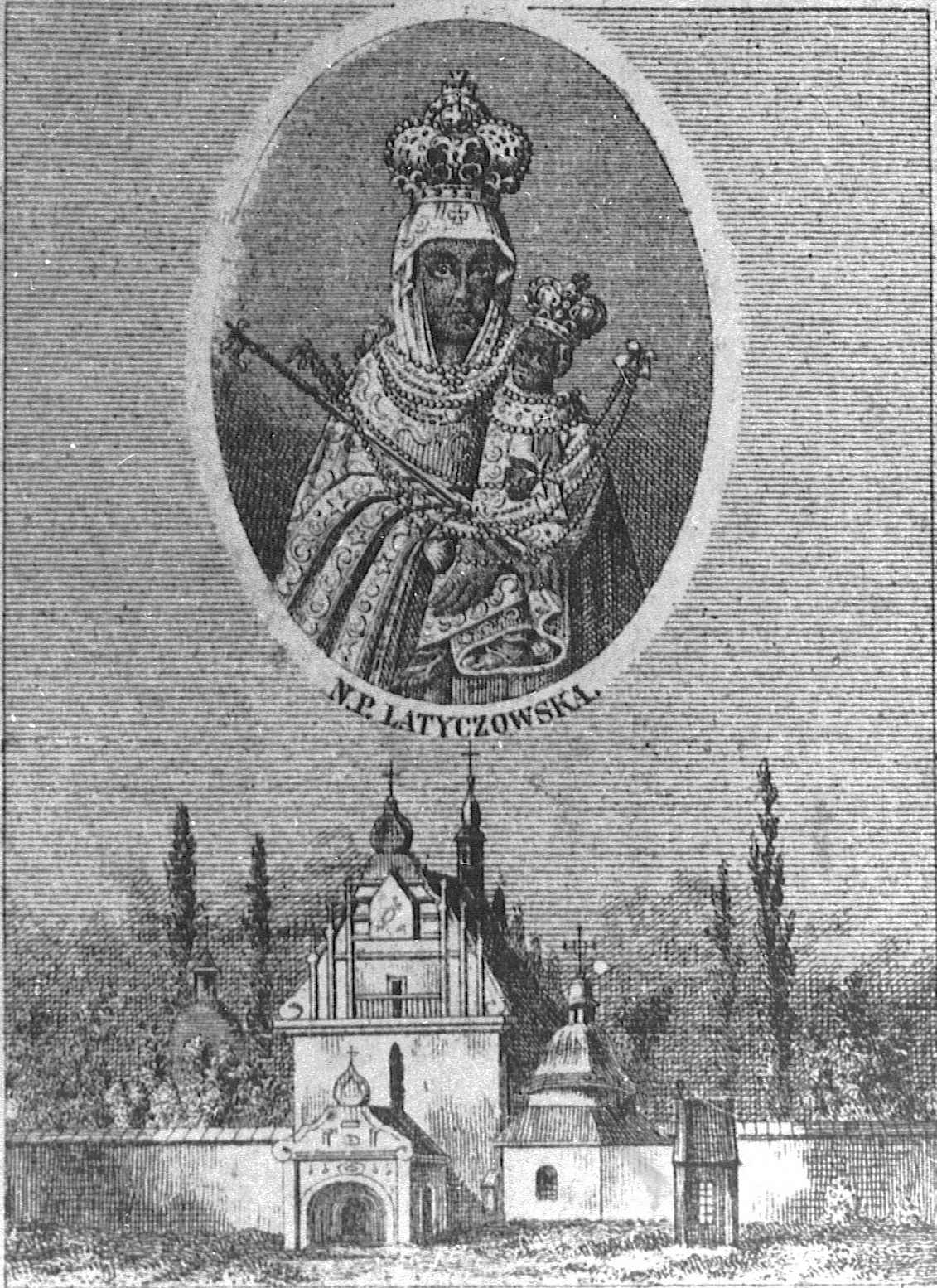
Matka Boska Latyczowska